# Statue qui pleure
Le phénomène des statues qui pleurent désigne l’apparition de liquides, souvent assimilés à des larmes, émanant des statues religieuses, généralement celles représentant la Vierge Marie. Certains croyants considèrent ces manifestations comme miraculeuses, tandis que d’autres les interprètent comme des supercheries, souvent démontrées par des analyses chimiques des liquides recueillis. Ces analyses ont parfois révélé la présence de sang, ou de substances comme de l’huile, mais aussi, selon les partisans du miracle, un phénomène d’origine divine.
Ce phénomène n’est pas nouveau : il remonte à l’Antiquité gréco-romaine, où des statues étaient déjà vénérées pour leurs prétendues vertus miraculeuses. Toutefois, ce type de dévotion s’oppose à certains textes religieux, comme le Livre de Daniel, qui met en garde contre le culte des idoles.

## Antiquité

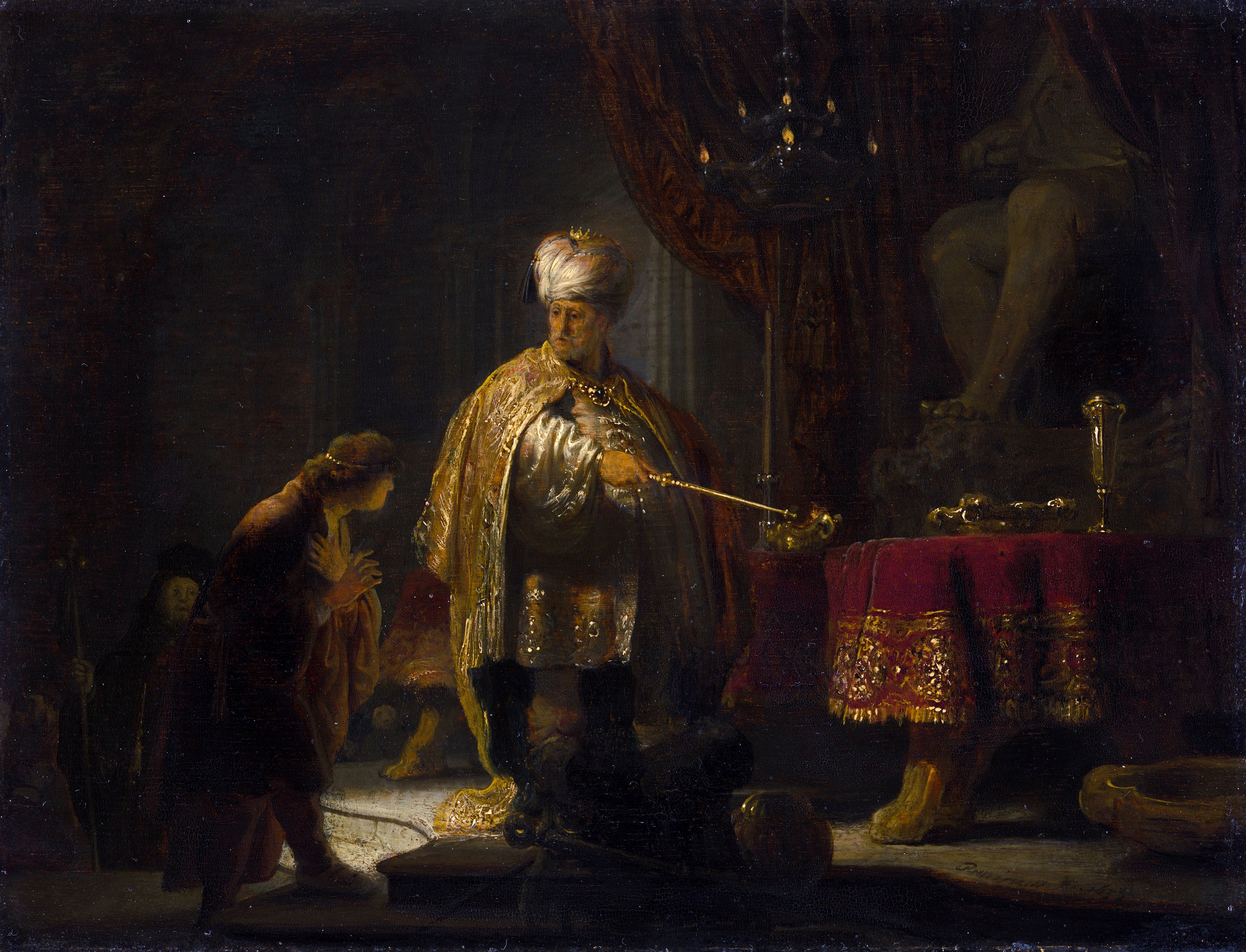
Daniel et Cyrus devant la statue du dieu Bel, par Rembrandt (v. 1633), musée Paul Getty, Los Angeles.

Dans le Livre de Daniel de la Septante (Dn 14:1-21), l'épisode de Bel et le Dragon, qui fait partie du textes deutérocanoniques, montre le prophète Daniel prouvant que les prêtres se faufilaient dans les temples pour manger les offrandes laissées au pied de la statue du dieu Bel. Cette statue était vénérée pour sa capacité apparente à consommer de la nourriture et des boissons :

« Ils [...] avaient fait sous la table une ouverture secrète, par laquelle ils s’introduisaient toujours et verraient consommer les offrandes
Lorsqu’ils furent sortis et que le roi eut fait mettre les aliments devant Bel, Daniel commanda à ses serviteurs d’apporter de la cendre, et il la répandirent par tout le temple en présence du roi seul puis ils sortirent, fermèrent la porte en la scellant avec l’anneau du roi, et s’en allèrent.
Pendant la nuit, les prêtres entrèrent selon leur coutume avec leurs femmes et leurs enfants, et ils mangèrent et burent tout ce qui était là.
Le roi se leva dès le point du jour, et Daniel avec lui. Le roi dit :
« Les sceaux sont-ils intacts, Daniel ? » Celui-ci répondit : « Ils sont intacts, ô roi. »
Dès qu’il eut ouvert la porte et regardé la table, le roi s’écria à haute voix : « Tu es grand, ô Bel, et il n’y a pas la moindre tromperie en toi. »
Daniel se prit à rire et, retenant le roi pour qu’il n’entrât pas plus avant, il lui dit : « Regarde le pavé, considère de qui sont ces pas. »
Le roi dit : « je vois des pas d’hommes, de femmes et d’enfants ; » et le roi entra dans une grande colère. »

Plutarque évoque des statues en pleurs ou exsudant du sang et de la sueur dans ses Vies parallèles, écrites vers l'année 100. Son chapitre consacré à la figure de Coriolan mentionne une statue de Fortuna s'adressant à la foule de Rome :

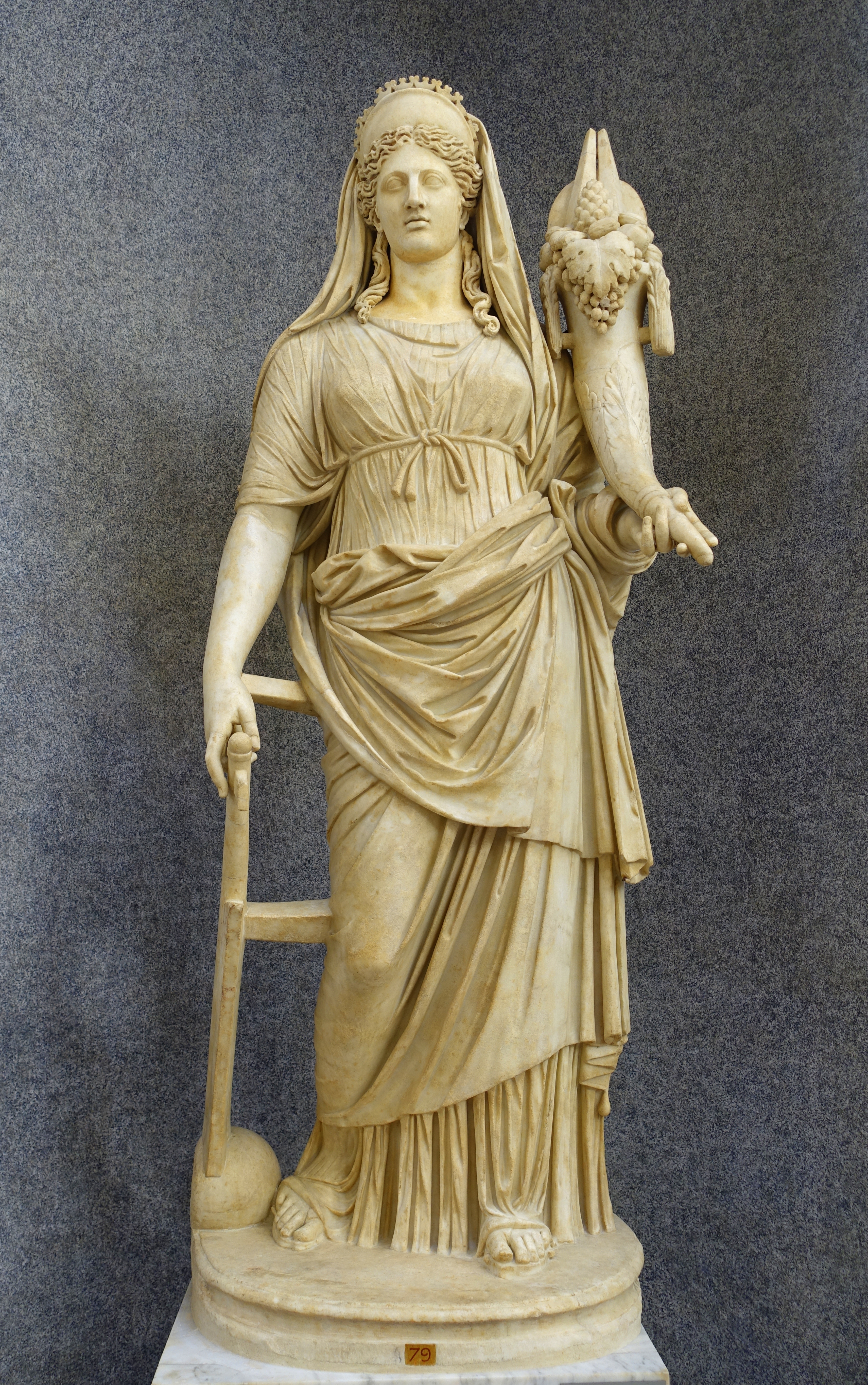
Statue romaine de Fortuna d'après un original grec, musée Chiaramonti, Vatican.

« Placée dans le temple, cette statue, suivant les Romains, aurait prononcé ces paroles : « Femmes, vous avez fait, en me consacrant, une action agréable aux dieux. » Ils content même qu’elle répéta ces mots une seconde fois ; mais c’est vouloir nous faire croire des choses qui ont tout l’air d’une pure invention, et auxquelles on ne saurait ajouter foi. Que des statues aient sué, qu’elles aient jeté quelques larmes ou quelques gouttes de sang, il n’y a rien là d’impossible : les bois et les pierres contractent souvent une moisissure qui engendre l’humidité ; ils prennent d’eux-mêmes plusieurs sortes de couleurs, et ils reçoivent diverses teintes de l’air qui les environne ; et rien n’empêche sans doute la divinité de mettre, dans ces apparences, comme des signes d’événements futurs. Il est possible encore que des statues rendent un son semblable à un murmure et à un soupir, qui soit causé par une rupture ou par la séparation violente de leurs parties intérieures ; mais qu’un corps inanimé produise une voix articulée, des paroles claires, distinctes et intelligibles, c’est ce qui est absolument impossible ; car ni notre âme, ni la divinité même, ne peuvent former des sons articulés, des discours suivis, sans un corps pourvu de tous les organes de la parole. Là où l’histoire veut, à l’aide d’un grand nombre de témoins et dignes de foi, forcer notre assentiment pour de pareils faits, il faut croire qu’ils sont l’effet d’un mouvement différent de celui qui agit sur nos sens, et que c’est alors l’imagination qui entraîne le jugement : comme, dans le sommeil, nous croyons entendre ce que nous n’entendons pas, et voir ce que nous ne voyons point. Toutefois, ceux qui ne se peuvent résoudre, par affection, par ardent amour pour la divinité, à rejeter ni à révoquer en doute aucun de ces prodiges, ont pour fondement de leur croyance la puissance merveilleuse de la divinité, infiniment supérieure à la nôtre. Dieu ne ressemble en rien à l’homme, ni dans sa nature, ni dans sa sagesse, ni dans sa force ; et il n’y a rien d’absurde à ce qu’il fasse des choses qui nous sont impossibles, et à ce qu’il trouve des moyens d’agir, qui surprennent toutes nos facultés. Différent de nous en toutes manières, c’est surtout par ses opérations qu’il se distingue de nous, et qu’il nous dépasse à une distance infinie. Mais notre peu de foi, comme dit Héraclite, fait que la plupart des œuvres divines échappent à notre connaissance. »

## Canulars et scepticisme
Par la suite, les autorités de l'Église catholique se sont toujours montrées extrêmement prudentes pour étudier le cas des statues qui pleurent de façon supposée surnaturelle, et ont fixé des conditions très strictes pour les accepter. Par exemple, lorsque à Messine, en Sicile, une statue du Padre Pio, un saint très populaire, a été trouvée avec des larmes de sang un jour de 2002, mais cela s'est révélé être un canular quand une femme s'est excusée en expliquant que son fils était le faussaire.
Il est relativement facile de réussir cette mystification. À l’occasion de certaines conférences, on vend des « kits de statues qui pleurent ». Les sceptiques ont donné des exemples de statues qui pleurent qui étaient manifestement des canulars,.
Le rationalisme rejette les statues qui pleurent et y voit une manifestation purement psychologique, une escroquerie ou un simple phénomène semblable à celui des « murs qui pleurent » : les témoins ont été trompés par leur propre état d'esprit ou influencés par l'effet de groupe.
Une autre explication vraisemblable attribue ces prétendues larmes à la condensation. Ce qui s’échappe des yeux des statues est dû au fait que la statue est constituée de matériaux de densité variable ; la condensation se forme alors sur les parties les plus denses (les plus froides), en l'occurrence les yeux.
Un certain nombre de statues qui pleurent ont été déclarées des impostures par l'Église catholique,.

## Étendue du phénomène
Dans les pays de tradition catholique, il s'agit souvent de statues de la Vierge et du Christ des yeux desquels sortirait du sang, de l’huile ou de l’eau. Des phénomènes semblables auraient été observés dans les pays bouddhistes où des statues de Bouddha auraient pleuré du sang. La plupart du temps, ce phénomène se manifesterait lorsqu’une personne prie devant la statue.
Lorsque ce phénomène se manifeste, les personnes les plus concernées sont les propriétaires des statues. Ils doivent faire face aux médias et aux curieux et croyants qui demandent à voir la statue.

## Exemples

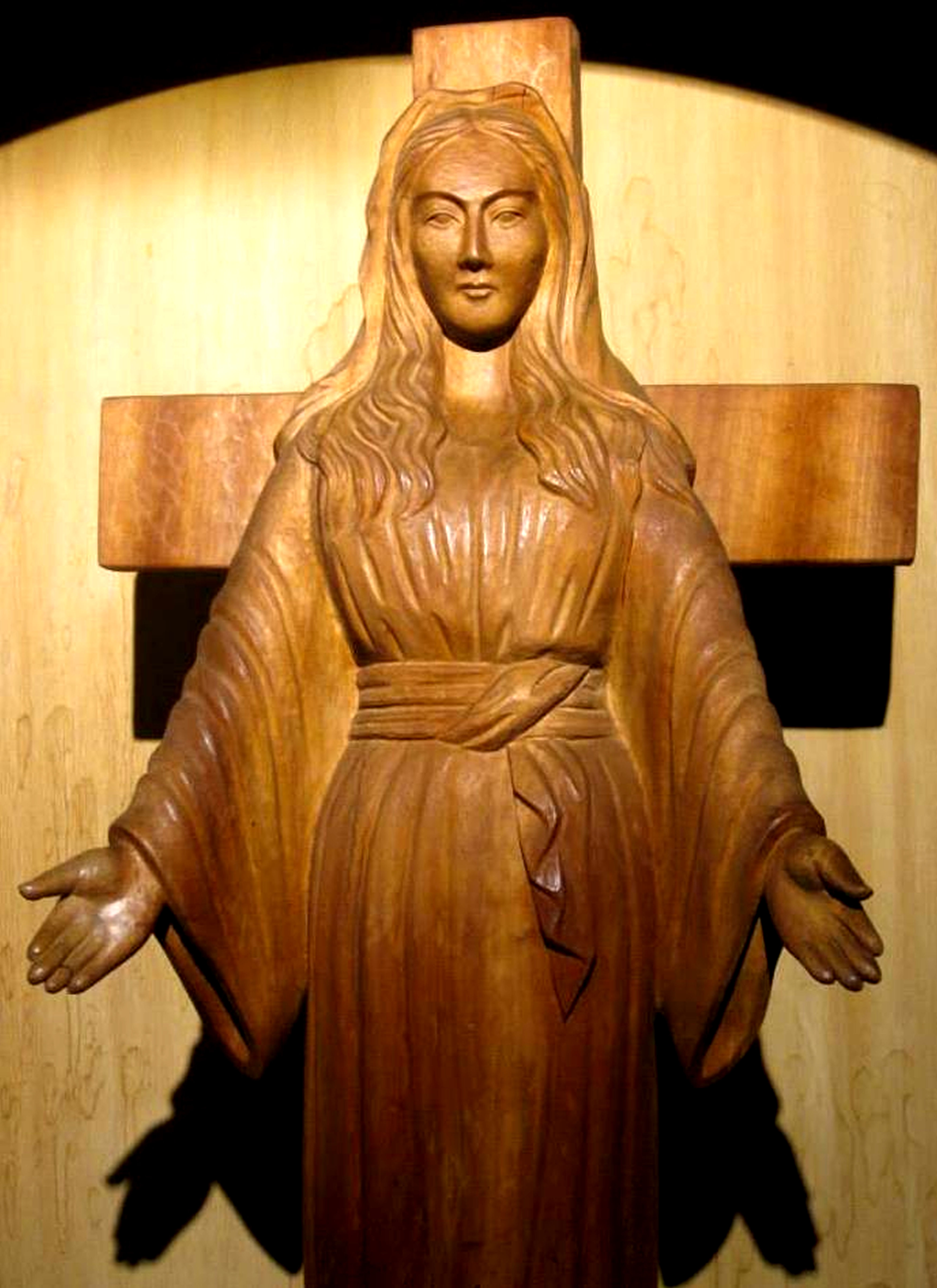
La statue de Notre-Dame d'Akita (Japon), réputée avoir versé des larmes entre 1975 et 1981.

Steve Connor écrit en juillet 1995 dans The Independent qu'il y a eu une forte augmentation du nombre d'observations de madones pleureuses, de l'Irlande à la Croatie, mais la seule reconnue par l'Église est une statue de la Vierge Marie dans la ville de Syracuse en Sicile en 1953, également vérifiée par une équipe de scientifiques,. Le chimiste Luigi Garlaschelli de l'Université de Pavie, qui n'a pas examiné la statue derrière sa vitre, pense que les larmes sont dues à une attraction capillaire de l'humidité s'infiltrant à travers une faille dans l'émail de la statue en plâtre.
- De 1975 à 1981, la statue de Notre-Dame d'Akita au Japon aurait pleuré 101 fois. La télévision a retransmis des images devant des millions de téléspectateurs. L’Église catholique, après enquête, a reconnu officiellement le phénomène comme « miraculeux »[17].
- En 1995, une statue de la Madone aurait pleuré du sang dans la ville de Civitavecchia en Italie. Une soixantaine de témoins ont été témoins du phénomène[18]. L'évêque local a attesté qu'il l'avait vu lui-même. Mais par la suite, on a découvert que le sang sur la statue appartenait à un individu de sexe masculin. Le propriétaire de cette statue, un certain Fabio Gregori, a refusé de se soumettre à un test ADN. Après l'affaire de Civitavecchia, on a signalé des dizaines de statues réputées miraculeuses en démontrant que presque toujours il s’agissait de canulars : les visages des statues avaient été éclaboussés de sang, de la peinture rouge ou de l'eau. Par exemple, en 2008, le gardien d’une église, Vincenzo Di Costanzo, est passé en jugement dans le Nord de l'Italie pour avoir simulé du sang sur une statue de la Vierge Marie alors que c’est son propre ADN qu’on a retrouvé dans le sang[19].
- En mars 2002, la statue de Padre Pio a versé un liquide rouge mais les tests ont démontré le canular[20],[21],[22] .
- En septembre 2002 à Rockingham en Australie, un liquide parfumé s'écoule des yeux d'une statue de la Vierge [23],[24].
- En juillet 2004, deux statues qui pleuraient du sang dans l'église communautaire vietnamienne de Brisbane en Australie ne résistent pas à l'enquête qui conclut à la supercherie[25].
- En 2008, le gardien de l'église Vincenzo Di Costanzo a été jugé dans le nord de l'Italie pour avoir falsifié une statue de Marie en y déposant son propre sang, mystification démontrée par les analyses ADN[26].
- À partir de mars 2016, une statue de la Vierge pleurerait du sang le troisième jour de chaque mois à Trevignano, Italie[27].
- À partir de juin 2017, une statue de la Vierge aurait pleuré pendant trois mois, puis deux dans une église à Pásztó, en Hongrie[28].
- Le 20 mai 2018, une statue de la Vierge a pleuré des larmes d'huile d'olive parfumée de rose à Hobbs, au Nouveau-Mexique[29].
- L'été 2020, la statue de la Vierge Marie du square Paolino Arnesano de la ville de Carmiano dans la région des Pouilles aurait exsudé un liquide rougeâtre[30].

## Autres phénomènes similaires

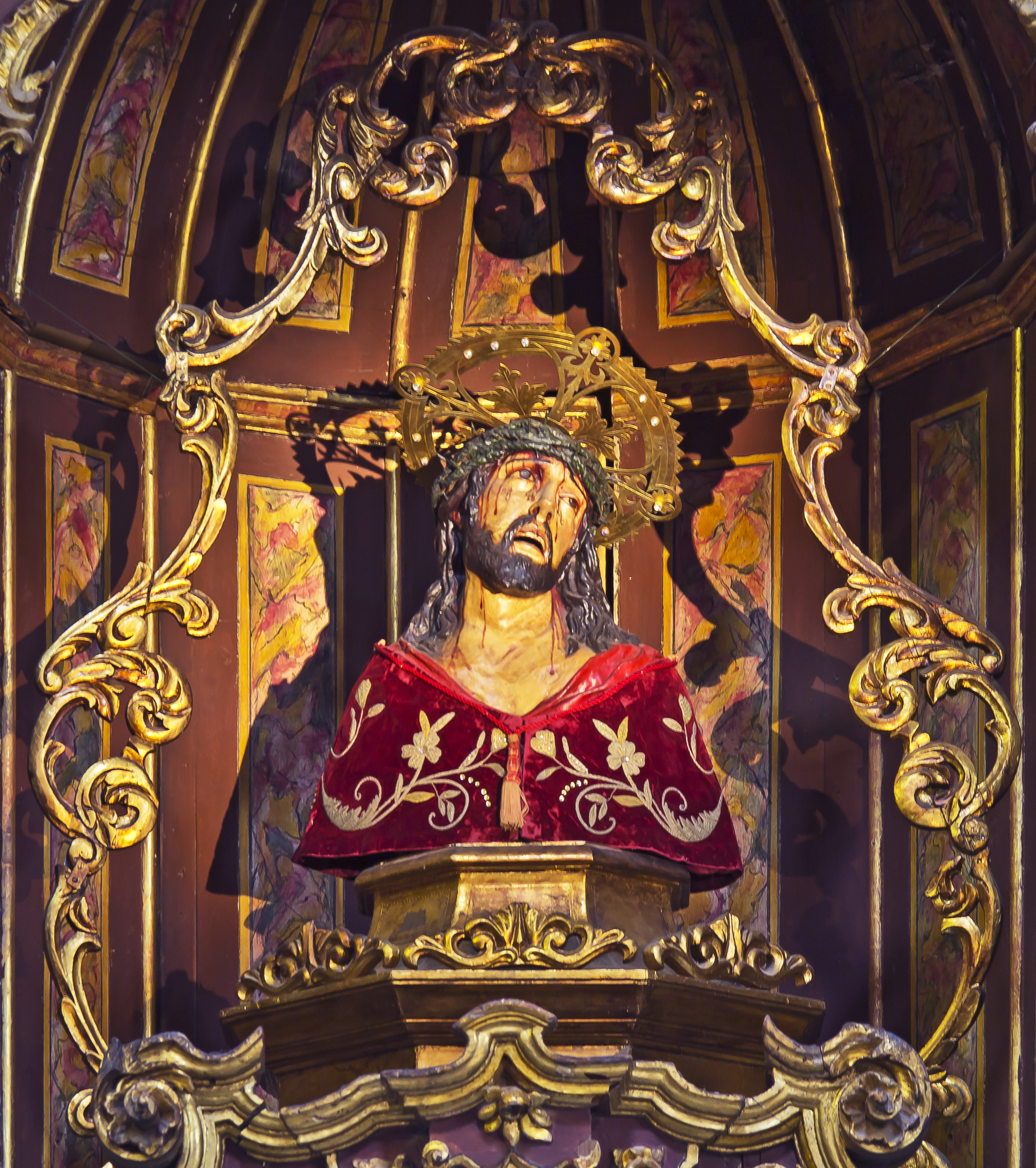
Image du Seigneur des Tribulations à Santa Cruz de Tenerife, personnage à qui une « transpiration miraculeuse » fut attribuée en 1795.

En plus des larmes versées, tout au long de l'histoire, il y a eu des rapports d'images religieuses qui ont émis des phénomènes similaires ou connexes, tels que des phénomènes de « transpiration », ou l'émanation d'huile, de sang, d'eau ou d'autres substances, y compris le miel.
Il s'agit notamment de : la transpiration de l'image du Seigneur des Tribulations à Santa Cruz de Tenerife (Espagne) en 1795, ; une autre transpiration qui s'est également produite sur l'île de Tenerife, celle du tableau de Saint-Jean-l'Évangéliste dans l'église de La Concepción de La Laguna en 1648 ; et des cas plus récents : une image du Christ crucifié à Tucumán, en Argentine, qui en 2011 a émis du sang de diverses parties, et une image de la Notre-Dame de Fátima au Brésil, qui exsude de l'huile et du miel de 1993 à nos jours.